# Pedro de los Reyes Ríos de la Madrid
Pedro de los Reyes Ríos de la Madrid nació el 2 de agosto de 1657 en la ciudad de Sevilla, en el Reino de España. 
Ingresó a la orden de los benedictinos, en la que trabajó como maestro. Fue también predicador general doctor en Teología, opositor a cátedras en la Universidad de Oviedo, definidor y abad del Monasterio de San Isidro de Dueñas, del Monasterio de San Caudio de León y del Monasterio de San Benito el Real de Sevilla. Asimismo fue predicador del rey don Carlos II. 
Fue elegido obispo de Honduras en 1699, sucediendo al obispo Alonso Vargas y Abarca, promovido antes de embarcarse de Yucatán. En 1700 visitó dos veces su diócesis. El 11 de marzo del mismo año fue nombrado obispo de la arquidiócesis de Yucatán, sucediéndole como obispo en Honduras, Juan Pérez Carpintero. 
Pedro de los Reyes tomó posesión del cargo en Yucatán, sucediendo a Antonio de Arriaga y Agüero, O.S.A. Conquistó la provincia de Petén, acérrimo defensor de la jurisdicción eclesiástica y de la dignidad episcopal.
El 21 de noviembre de 1705 el Palacio Episcopal de Yucatán fue atacado por un grupo de frailes franciscanos en un intento de rescatar de su celda al fraile Alonso de Valverde, guardián del Convento de San Francisco, encerrado en el lugar por el Obispo Pedro de los Reyes Ríos de la Madrid, quien era de costumbres austeras, por lo cual se hizo de una Cédula Real para apaciguar a los misioneros en Yucatán, no obstante los franciscanos se opusieron a ello y emprendieron contra el arzobispo, Pedro de los Reyes Ríos de la Madrid mencionó, al enemistarse contra su persona: “si los frailes dieron veneno al Sr. Escalante, yo tengo de ahorcarlos a todos ellos, empezando con el provincial y acabando con el último donado” y solicitó que fuese expulsado Fray Bernardo de Rivas quien fungia como provincial de los franciscanos; el fraile Alonso de Valverde actuó de mediador entre el obispo y los friles, pero no consiguió nada, al levantarse los indios quienes demandaban menos cantidad en el arancel de párrocos, Valverde se burló públicamente que sería excomulgado, acto seguido el obispo solicitó ayuda al Gobernador y fraile Valverde fue arrestado y conducido a las celdas del palacio episcopal. Las campanas de las iglesias franciscanas repicaron en defensa del cautivo y el fraile Rivas ordenó el primer ataque al palacio para rescatar a Valverde, dicho asalto no fue fructífero; a lo que el miércoles de ceniza del siguiente año 1706 volvieron a atacar, esta vez llevando pistolas escondidas debajo de sus ropas, se armó tremenda balacera entre los sirvientes del palacio y guardia y los franciscanos rebeldes, quien al cabo salieron huyendo por las calles. El asunto no se resolvió hasta después de fallecido el obispo Reyes Ríos de la Madrid, a la edad de 56 años, el 6 de enero de 1714. Fue sucedido por monseñor Juan Leandro Gómez de Parada Valdez y Mendoza.